# Islas Vírgenes Británicas en los Juegos Olímpicos de Sochi 2014
Las Islas Vírgenes Británicas estuvieron representadas en los Juegos Olímpicos de Sochi 2014 por un deportista masculino que compitió en esquí acrobático.
El portador de la bandera en la ceremonia de apertura fue el esquiador acrobático Peter Crook. El equipo olímpico virgenense británico no obtuvo ninguna medalla en estos Juegos.